# Mordellistena swierstrai
Mordellistena swierstrai es una especie de coleóptero de la familia Mordellidae.

## Distribución geográfica
Habita en África.